# Pascal Martinot-Lagarde
Pascal Martinot-Lagarde (Saint-Maur-des-Fossés, 22 de septiembre de 1991) es un deportista francés que compite en atletismo, especialista en las carreras de vallas.
Ganó una medalla de bronce en el Campeonato Mundial de Atletismo de 2019 y cuatro medallas en el Campeonato Mundial de Atletismo en Pista Cubierta entre los años 2012 y 2022.
Además, obtuvo tres medallas en el Campeonato Europeo de Atletismo entre los años 2014 y 2022, y cuatro medallas en el Campeonato Europeo de Atletismo en Pista Cubierta entre los años 2013 y 2019.
Participó en dos Juegos Olímpicos de Verano, ocupando el cuarto lugar en Río de Janeiro 2016 y el quinto en Tokio 2020, en la prueba de 110 m vallas.

## Palmarés internacional
| Campeonato Mundial                   | Campeonato Mundial        | Campeonato Mundial | Campeonato Mundial |
| Año                                  | Lugar                     | Medalla            | Prueba             |
| ------------------------------------ | ------------------------- | ------------------ | ------------------ |
| 2019                                 | Doha (Catar)              | Medalla de bronce  | 110 m vallas       |
| Campeonato Mundial en Pista Cubierta |                           |                    |                    |
| Año                                  | Lugar                     | Medalla            | Prueba             |
| 2012                                 | Estambul (Turquía)        | Medalla de bronce  | 60 m vallas        |
| 2014                                 | Sopot (Polonia)           | Medalla de plata   | 60 m vallas        |
| 2016                                 | Portland (Estados Unidos) | Medalla de plata   | 60 m vallas        |
| 2022                                 | Belgrado (Serbia)         | Medalla de plata   | 60 m vallas        |
| Campeonato Europeo                   |                           |                    |                    |
| Año                                  | Lugar                     | Medalla            | Prueba             |
| 2014                                 | Zúrich (Suiza)            | Medalla de bronce  | 110 m vallas       |
| 2018                                 | Berlín (Alemania)         | Medalla de oro     | 110 m vallas       |
| 2022                                 | Múnich (Alemania)         | Medalla de plata   | 110 m vallas       |
| Campeonato Europeo en Pista Cubierta |                           |                    |                    |
| Año                                  | Lugar                     | Medalla            | Prueba             |
| 2013                                 | Gotemburgo (Suecia)       | Medalla de bronce  | 60 m vallas        |
| 2015                                 | Praga (República Checa)   | Medalla de oro     | 60 m vallas        |
| 2017                                 | Belgrado (Serbia)         | Medalla de plata   | 60 m vallas        |
| 2019                                 | Glasgow (Reino Unido)     | Medalla de plata   | 60 m vallas        |